# Graphène sulfoné
Le graphène sulfoné est un matériau formé par sulfonation du graphène utilisé dans les réactions chimiques en tant que charge, notamment dans les piles à combustible. Il est également employé pour rendre des tissus antistatiques.
Ses propriétés de nano-adsorption lui donnent une capacité à dépolluer des milieux aqueux, notamment en polluants aromatiques mais également, du fait de la sulfonation, en polluants chargés positivement.

## Synthèse
Le graphène sulfoné peut être synthétisé de nombreuses manières, dont au moins huit sont envisagées ou mises en œuvre de manière expérimentale.
Elle est notamment possible par diazotation à l'aide d'acide sulfanilique. D'autres processus utilisent une méthode assistée par ultrasons avec une préparation des liquides antistatiques, puis un processus conventionnel de trempage-roulage-cuisson pour la finition antistatique.

## Utilisation

### Piles à combustibles
Le graphène sulfoné est utilisé comme charge, en particulier dans les piles à combustible à membrane échangeuse de protons ; en effet, la capacité du graphène à conduire les protons est amplifiée par la sulfonation, ce qui la rend cinq fois plus efficace que le Nafion. Par ailleurs, un des gros défauts du Nafion est sa perméabilité au  méthanol. Le rajout d'une couche de graphène sulfoné à une membrane de Nafion permet d'accroître sa conductivité aux protons tout en bloquant sensiblement mieux le molécules de méthanol ; le matériau présente en outre des caractéristiques intéressantes d'autoréparation.
Cette opération de sulfonation permet de résoudre certains problèmes tridimensionnels du graphène, très bons conducteurs de protons dans le plan du graphène mais beaucoup plus limitée hors de ce plan. La sulfonation et le repli des couches de graphène permet de créer un matériau spongieux en forte capacité de rétention de liquides et beaucoup plus conducteur de protons.

### Textile
Le graphène sulfoné est utilisé sur certains vêtements pour les rendre antistatiques.

### Dépollution
De manière générale, le graphène et l'oxyde de graphène sont considérés comme des adsorbants efficaces appropriés pour traiter des pollutions en milieu aqueux, notamment celles en polluants aromatiques. La sulfonation permet plus particulièrement au graphène d'être très adsorbant pour les polluants chargés positivement. Cela est dû en partie à la structure en feuillets du graphène, qui permet de présenter de multiples sites d'adsorption et en conséquence une cinétique d'adsorption rapide ainsi qu'une capacité d'adsorption plus élevée que sous forme de poudre. Par exemple, les valeurs mesurées d'adsorption de bleu de méthylène sont de 906 mg/g, celles de phénanthrène de 400 mg/g, enfin celles d'ions cadmium Cd2+ de 58 mg/g.